# Forte Maurício do Penedo
O Forte Maurício do Penedo localizava-se na altura da vila do Penedo do rio de São Francisco (hoje Penedo), no atual estado brasileiro de Alagoas.

## História
Em posição dominante sobre uma elevação na margem esquerda do rio São Francisco, a cerca de trinta quilômetros acima da sua foz, foi erguido no contexto da segunda das Invasões holandesas do Brasil (1630-1654) por determinação de Maurício de Nassau (1604-1679), quando as suas tropas batiam as do conde de Bagnoli em retirada para a capitania da Bahia, após a queda da vila do Porto Calvo, em março de 1637, ocasião em que se apoderou da vila do Penedo. O forte destinava-se a interromper as comunicações e suprimentos de gado inimigos, por terra, para a Bahia (SOUZA, 1885:89). Figura nas ilustrações de Frans Post (1612-1680) como "Castrum Maurity ad ripam Fluminis S. Francisci" (1637).
O próprio Nassau descreve-o:
"Tem cinco pontas, e está assentado sobre uma rocha escarpada que se eleva a 80 pés de altura sobre o rio. De um lado é tão escarpado que se faz inacessível, e do outro lado, onde de algum modo o inimigo poderia chegar, é defendido por três baluartes. Na sua vizinhança a terra é baixa, excetuando um monte, a qual durante todo o verão se cobre de água, que se eleva à altura de um homem. O forte tem altas muralhas e fossos fundos, mas secos (...)." (tópico "Fortificações", in: Breve Discurso, 14 de janeiro de 1638)
Complementavam a sua defesa, um fortim que lhe era fronteiro, do outro lado do rio, "(...) onde se fez uma bateria sobre uma árvore com três peças de calibre seis. (...)", e no mesmo lado do rio, em um pântano junto à foz, mais "um reduto denominado 'Keert de Koe', que serve para dominar aí o rio, conservar o rio, proteger os nossos navios e termos um pé em terra nesse lugar." Nassau dá essas fortificações como sofrivelmente providas de artilharia, munição e víveres, guarnecidas por um efetivo de cerca de 300 homens. BARLÉU (1974) apenas refere o Forte Maurício e "outro junto à barra do rio [São Francisco]." (op. cit., p. 43), transcrevendo relatório do próprio Nassau aos Estados Gerais e à direção da Companhia Neerlandesa das Índias Ocidentais citando ter erguido "um forte bastante sólido (...) resolvendo colocar outro menor na própria foz." (op. cit., p. 44).
Sob o comando do neerlandês Henderson foi ampliado e melhorado (GARRIDO, 1940:81). Adriano do Dussen complementa, atribuindo-lhe um efetivo de seis companhias com 541 homens:
"(...) o forte Maurício, à margem do rio São Francisco, no morro chamado Penedo, situado 5 ou 6 milhas da foz, rio acima; o morro é alto e íngreme e só há um ponto de aproximação pelo qual se pode chegar ao forte. (...) Está situado na margem Norte do rio e tem cinco baluartes, dos quais três estão voltados para o lado pelo qual é possível atingir o forte, que domina o rio e a planície em torno, que no verão o rio cobre. No forte estão 7 peças de bronze, 2 de 12 lb, 3 de 6 lb e 2 de 3 lb." (Relatório sobre o estado das Capitanias conquistadas no Brasil, 4 de abril de 1640)
BARLÉU (1974) transcreve o Relatório de Dussen:
"(...) O forte Maurício preside a passagem do rio de São Francisco, e está construído num morro alto e inclinado, a 5 ou 6 léguas do Oceano, na margem do norte. Dá acesso apenas de um lado. Poderoso pelos seus cinco bastiões e sete peças de metal, domina a planície circunjacente, submersa, durante os meses estivos, nas águas estagnantes." (op. cit., p. 144) Atribui-lhe, entretanto, guarnição de 540 homens (op. cit., p. 145-146).

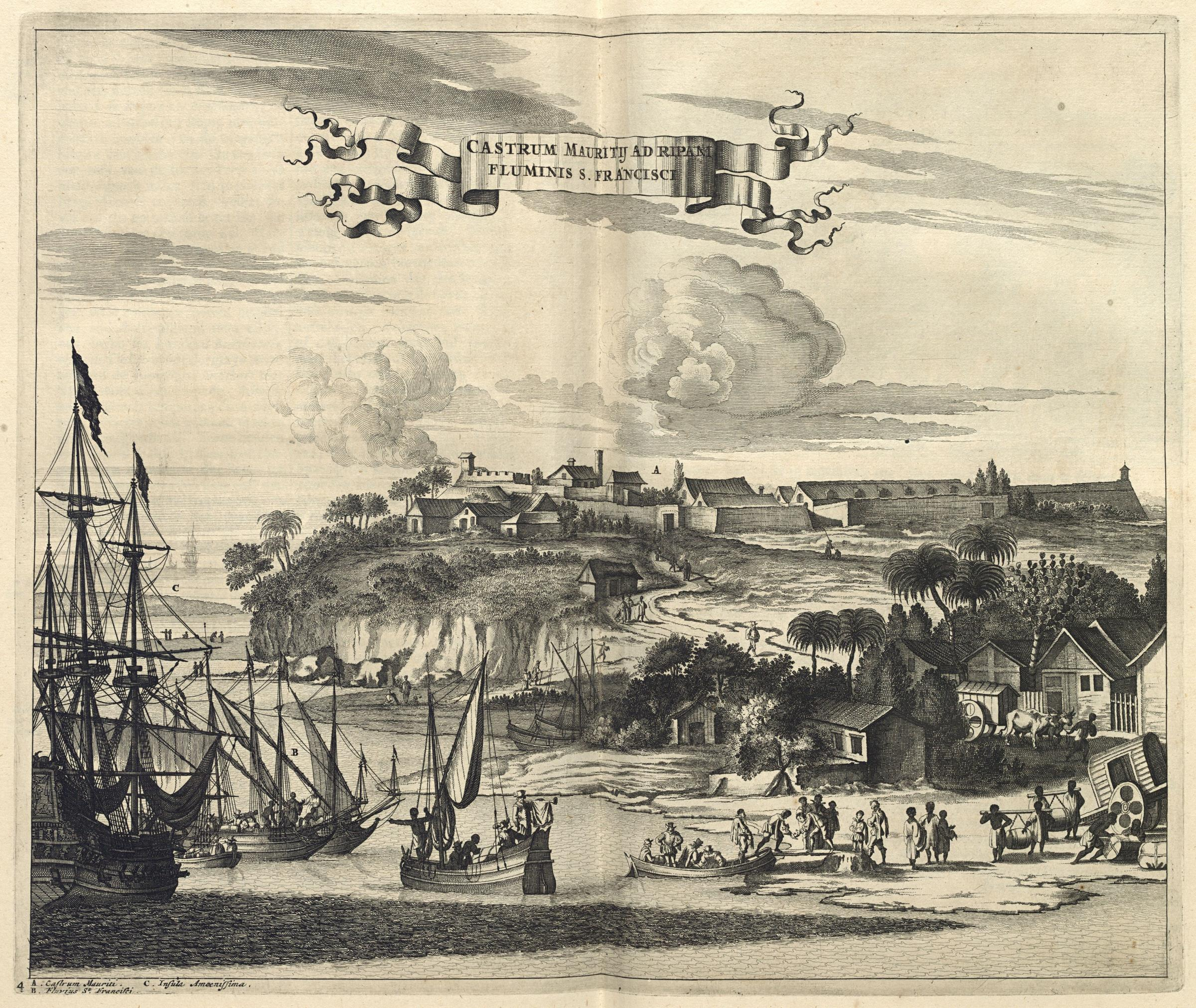

Sitiado por forças portuguesas sob o comando do Capitão Valentim da Rocha Pita e do Capitão Nicolau Aranha, capitula em 19 de setembro de 1645 (SOUZA, 1885:89), sendo sua artilharia remetida para o Arraial Novo do Bom Jesus. Foi reocupado por tropas neerlandesas entre novembro de 1646 e abril de 1647, quando da tentativa malsucedida de reconquista da Bahia naquele ano.
O forte não sobreviveu à campanha: a pedido dos moradores foi arrasado até aos alicerces (SOUZA, 1885:89).
GARRIDO (1940) refere que tanto em 1916, quanto em 1924, ocasiões em que visitou a cidade, o local em que existiu o forte, próximo ao Convento de São Francisco, ainda era conhecido como largo do Forte (op. cit., p. 81), informação repetida por BARRETTO (1958:159). De acordo com o Guia Quatro Rodas Brasil (Editora Abril), as ruínas do antigo forte são ponto de interesse turístico em Penedo, à atual rua da Rocheira s/nr.